# Serafino Capezzuoli
Serafino Capezzuoli (San Gimignano, 10 dicembre 1813 – Firenze, 7 marzo 1888) è stato un medico italiano.

## Biografia
Di umili origini fin da piccolo dimostrò buone attitudini allo studio svolgendo con ottimi risultati corsi di retorica e umanità come seminarista. la madre, infatti, essendo rimasta presto vedova, avrebbe voluto avviarlo al sacerdozio, ma il giovane, il quale non aveva alcuna intenzione di assecondare tale scelta, si recò a Pisa dove passò l'esame di ammissione all'università. Nel 1838 ottenne il dottorato in medicina chirurgica, fece due anni di praticantato nell'Ospedale di Santa Maria Nuova a Firenze sotto la guida di Maurizio Bufalini e nel 1840 ricevette l'autorizzazione all'esercizio della medicina e chirurgia. Dopo un anno come interino a Grosseto, tornato a Firenze, fu nominato medico assistente volontario, ma anche l'esercizio di questa professione non rappresentò per Capezzuoli la scelta definitiva. Dopo la riforma della scuola medica fiorentina, avviata dal Giorgini alla fine del 1840, da cui derivò la Scuola medico-chirurgica di complemento e perfezionamento, furono istituite alcune nuove cattedre fra cui quella di chimica organica e fisica medica del professor Gioacchino Taddei e di anatomia patologica di Carlo Burci, entrambe frequentate da Serafino. Questi nel gennaio del 1843 fu nominato aiuto alla cattedra di chimica organica e fisica medica.

Il decreto del re Umberto I con cui si conferisce a Serafino Capezzuoli il titolo di Professore emerito

Abbandonò quindi la pratica ospedaliera per dedicarsi allo studio e all'insegnamento. Iniziò a studiare il diabete e sempre nel 1843 al Congresso degli scienziati italiani a Lucca ricevette la medaglia al merito per il nuovo metodo di ricerca del glucosio nelle orine. Dal 1848 al 1851 ebbe un periodo di riposo a causa di una miopia progressiva che però, con la sospensione temporanea dell'attività di laboratorio, accennò a migliorare tanto che l'8 dicembre del 1851 divenne titolare della cattedra di chimica organica e patologica a Firenze. Da questo momento iniziò per lui un periodo di intensa attività scientifica tanto che la sua fama varcò i confini della Toscana: divenne membro e socio delle Accademie medico scientifiche più rinomate della Toscana, completò gli studi sul diabete e cominciò quelli sul sangue e dette inizio a quella che sarà la sua opera maggiore il Trattato di chimica organica e patologica. Fu nominato aggiunto igienista al Consiglio superiore di sanità e in questo ambito subito contribuì proponendo per primo l'acido fenico come disinfettante. Nella sua attività didattica fu affiancato all'inizio dal farmacista Possenti, poi da Pratesi e infine da Giorgio Roster, il quale fu inviato nel 1870 all'estero dallo stesso Capezzuoli a visitare gabinetti scientifici e impianti industriali di chimica  per implementare le conoscenze sulla materia e arricchire il laboratorio di nuovi strumenti e apparecchi. Dal 1870 al 1877 la sua produzione scientifica, che constava già allora di circa duecento pubblicazioni, fra letture e comunicazioni, diminuì sensibilmente a causa della miopia che lo portò alla cecità completa e proprio per questa infermità ricevette l'invito dell'Istituto di studi di perfezionamento a chiedere il pensionamento. Ritiratosi a vita privata, continuò nei limiti del possibile i suoi studi, dedicandosi maggiormente alla famiglia; nel 1879 nacque suo figlio Cesare, che seguì l'orme del padre. Morì per un ictus apoplettico all'età di 75 anni.

## Archivio
La biblioteca del Museo Galileo conserva un fondo archivistico che permette di ricostruire le vicende dell'autore e attestare la sua formazione professionale. L'archivio è composto da un carteggio scientifico degli anni 1852-1884, numerosi documenti personali e un quaderno autografo in cui sono segnati gli argomenti delle lezioni tenute dal Capezzuoli nell'Istituto di studi superiori pratici e di perfezionamento di Firenze nell'anno accademico 1876-77.